# Episodi di Tandem (quarta stagione)
La quarta stagione della serie televisiva Tandem, composta da 12 episodi, ha debuttato su France 3 il 21 aprile e si è conclusa il 26 maggio 2020.
In Italia, la stagione è andata in onda dal 4 febbraio all'11 marzo 2021 sul canale Giallo.
| nº | Titolo originale                 | Titolo italiano             | Prima TV Francia | Prima TV Italia  |
| -- | -------------------------------- | --------------------------- | ---------------- | ---------------- |
| 1  | Résurrection                     | Un ritorno al passato       | 21 aprile 2020   | 4 febbraio 2021  |
| 2  | Dernière danse                   | L'ultimo festival           | 21 aprile 2020   | 4 febbraio 2021  |
| 3  | Fouilles mortelles               | Il passaggio segreto        | 28 aprile 2020   | 11 febbraio 2021 |
| 4  | Les Mots de Judith               | Le parole di Judith         | 28 aprile 2020   | 11 febbraio 2021 |
| 5  | Peaux rouges                     | Un'arma del passato         | 5 maggio 2020    | 18 febbraio 2021 |
| 6  | Plantes mortelles                | La pianta mortale           | 5 maggio 2020    | 18 febbraio 2021 |
| 7  | Le poids de la vérité (partie 1) | L'amica scomparsa (parte 1) | 12 maggio 2020   | 25 febbraio 2021 |
| 8  | Le poids de la vérité (partie 2) | L'amica scomparsa (parte 2) | 12 maggio 2020   | 25 febbraio 2021 |
| 9  | Le jeune homme et la mer         | Il ragazzo e il mare        | 19 maggio 2020   | 4 marzo 2021     |
| 10 | Or blanc                         | L'oro bianco                | 19 maggio 2020   | 4 marzo 2021     |
| 11 | Village abandonné                | Il villaggio abbandonato    | 26 maggio 2020   | 11 marzo 2021    |
| 12 | La femme aux deux visages        | La donna con due facce      | 26 maggio 2020   | 11 marzo 2021    |